# Stefano da Ferrara

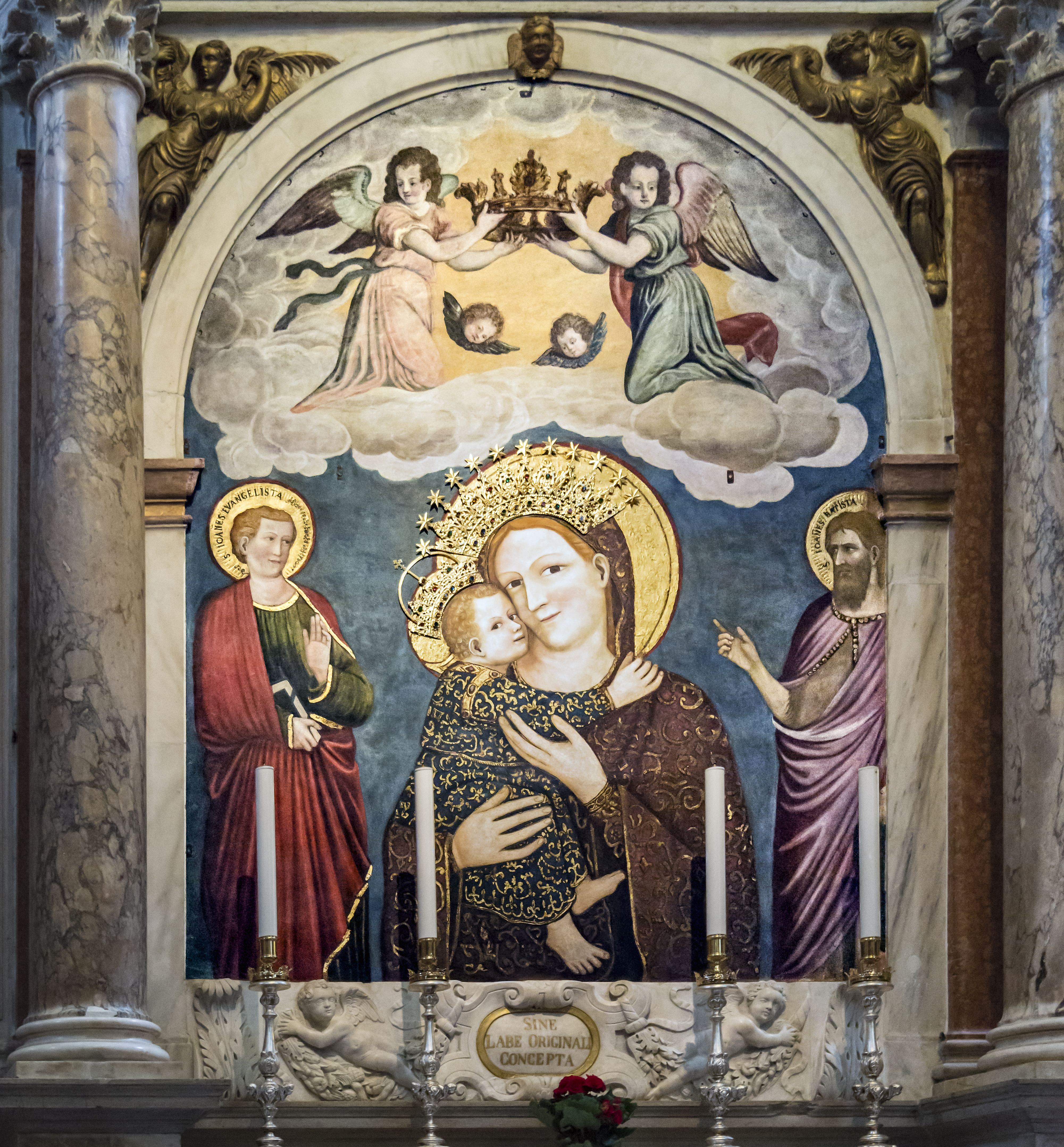
Stefano da Ferrara - Madonna del Pilastro o degli Orbi, 1350 ca., Basilica di Sant'Antonio da Padova, Padova

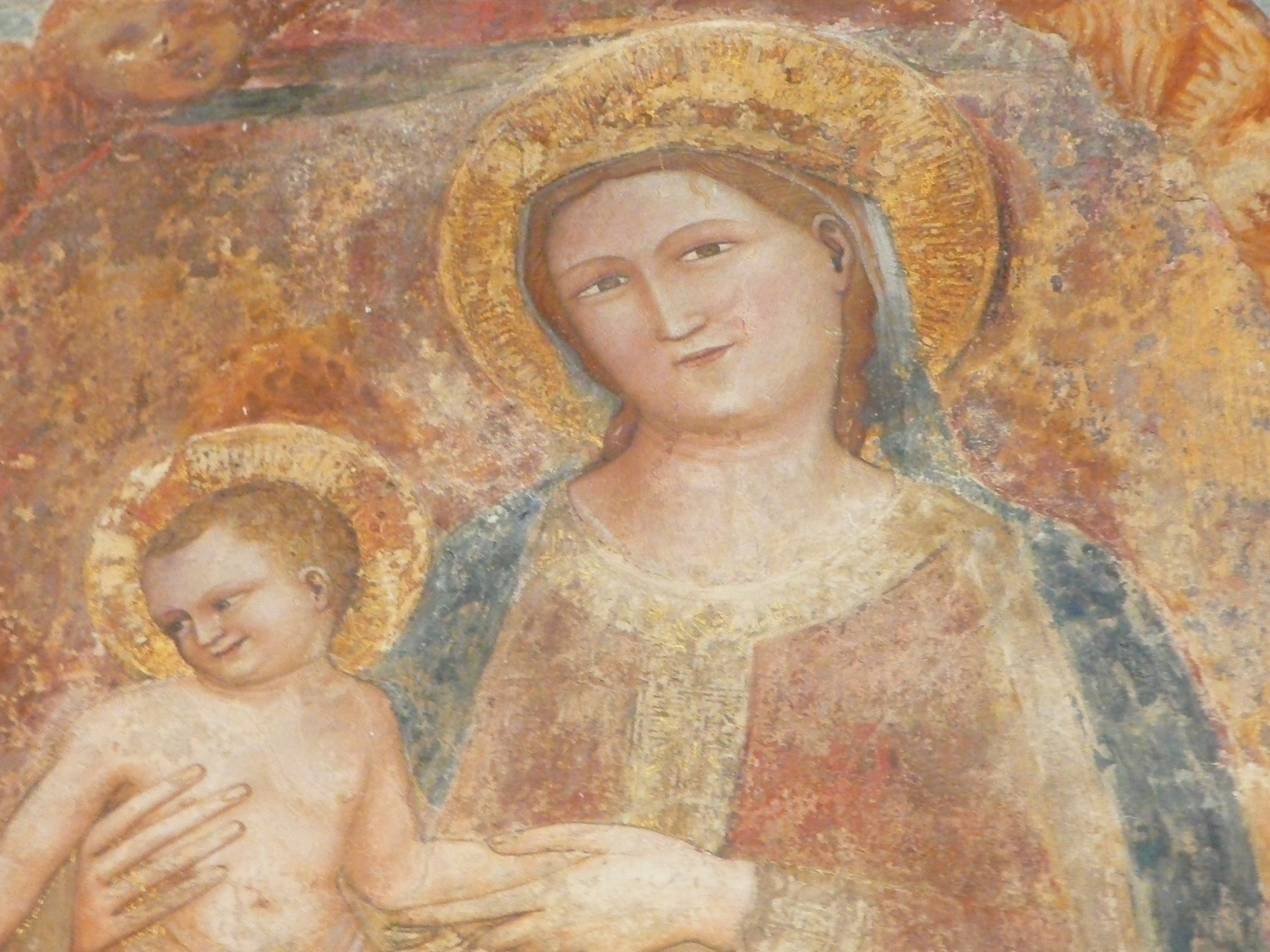
Stefano da Ferrara, Madonna col Bambino, chiesa degli Eremitani, Padova

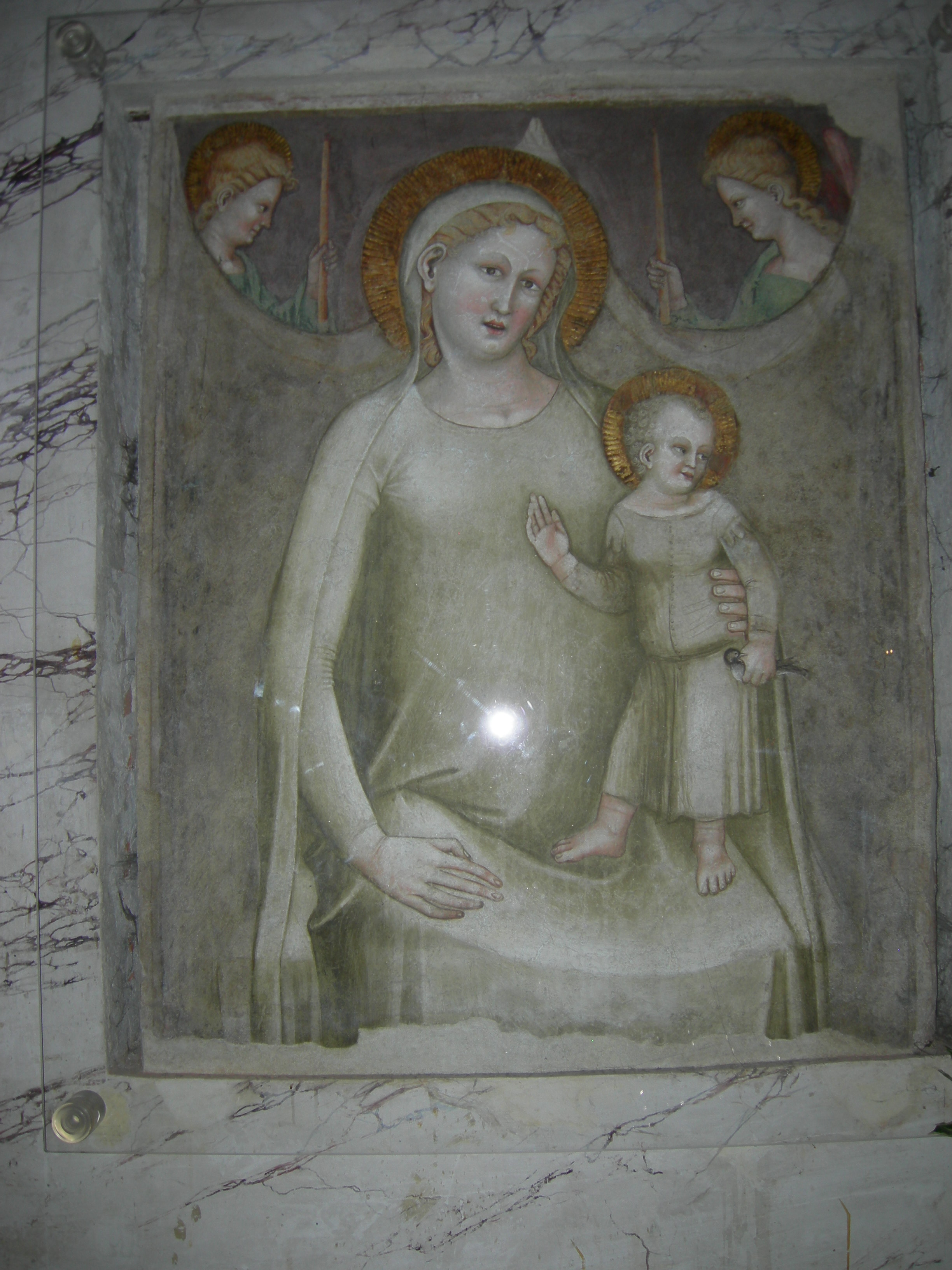
Stefano da Ferrara, Madonna col Bambino, 1360 ca., chiesa di Sant'Agostino, Cremona

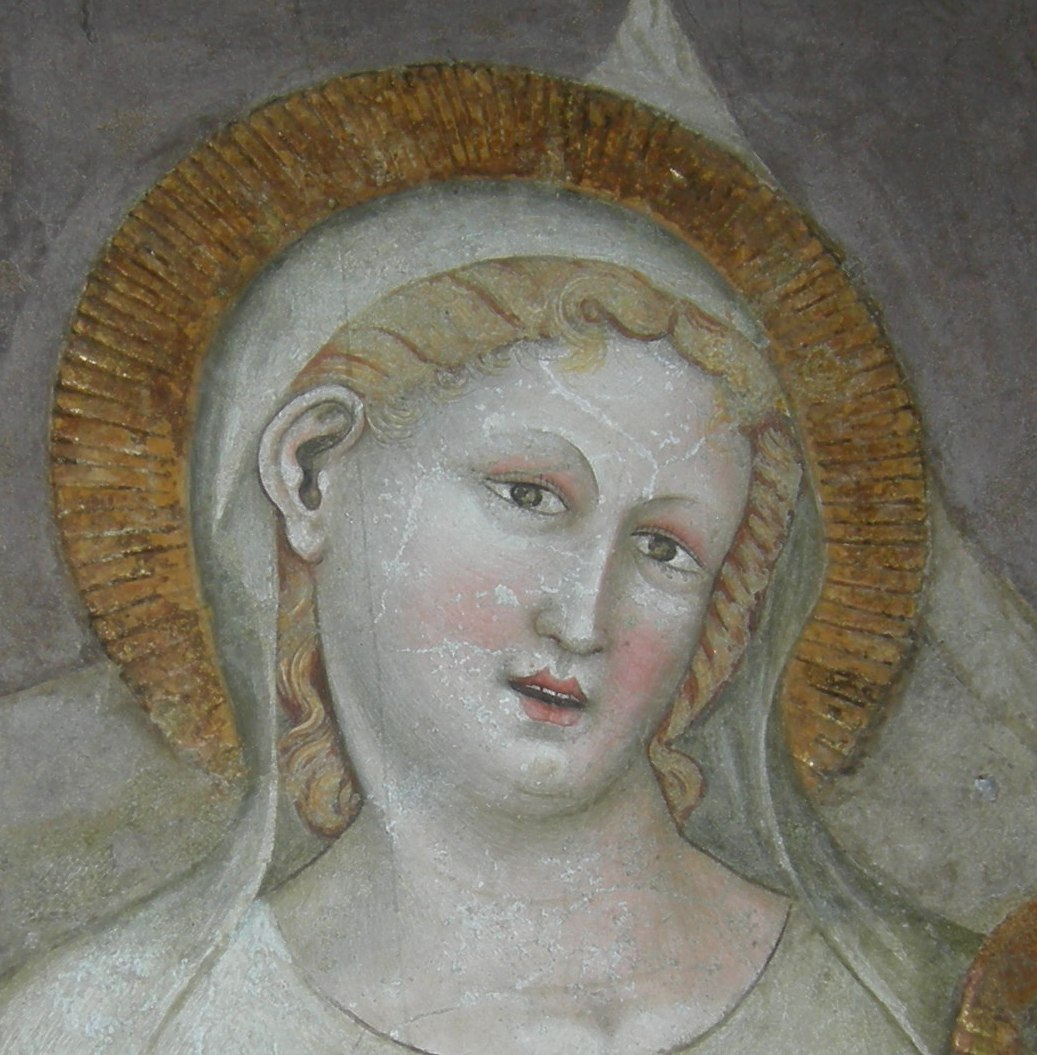
Stefano da Ferrara - Madonna con Bambino, particolare, 1360 ca., chiesa Sant’Agostino, Cremona

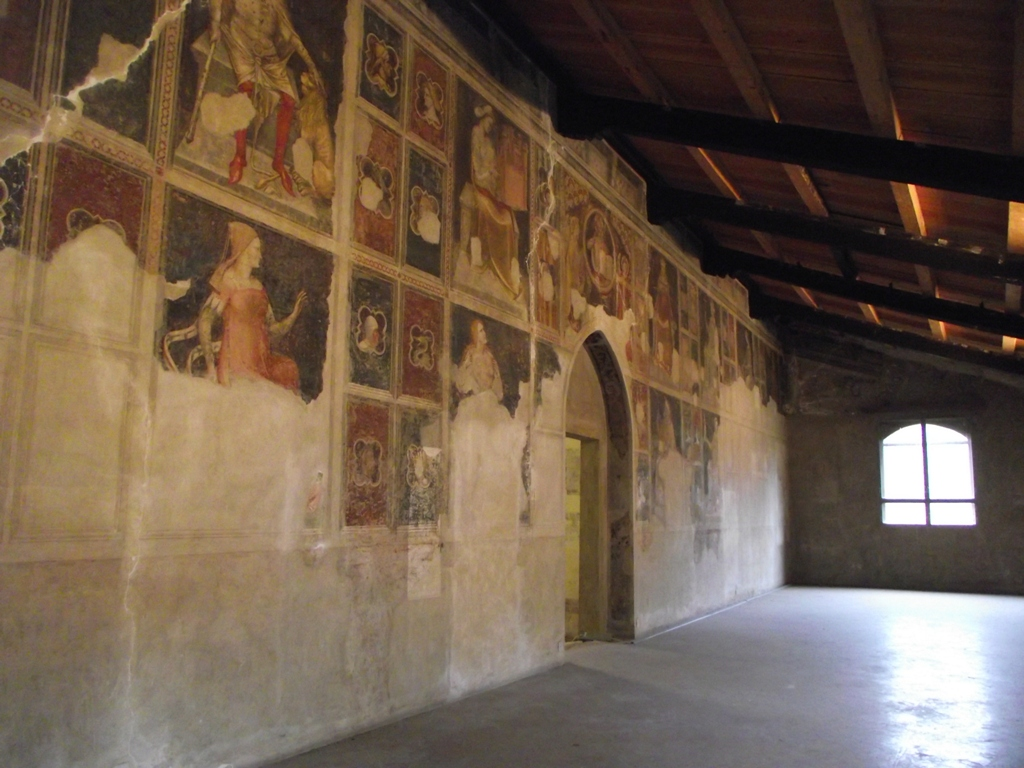
Affreschi di Casa Minerbi - Del Sale a Ferrara

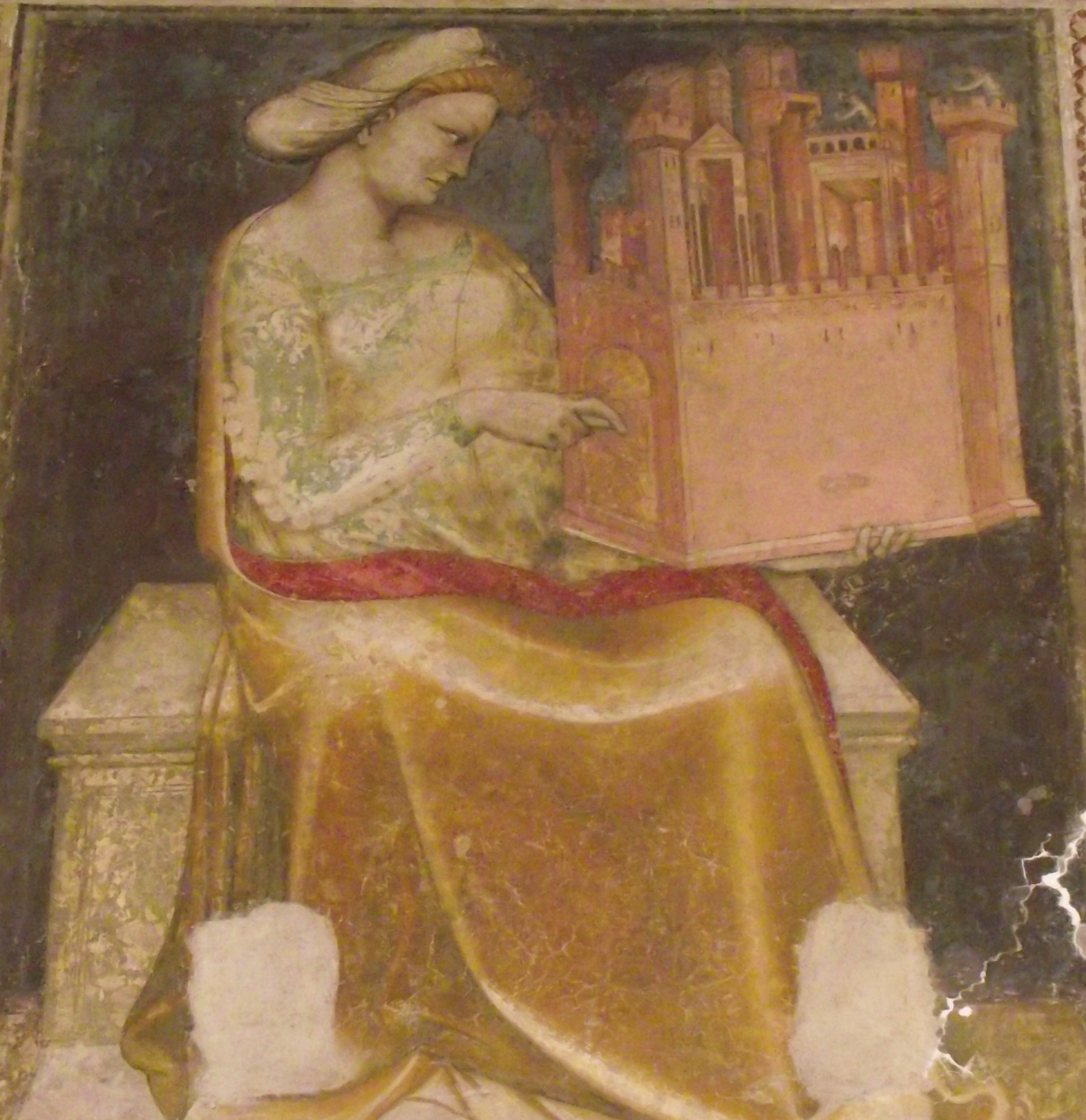
Allegoria della Temperanza, Casa Minerbi - Del Sale, Ferrara

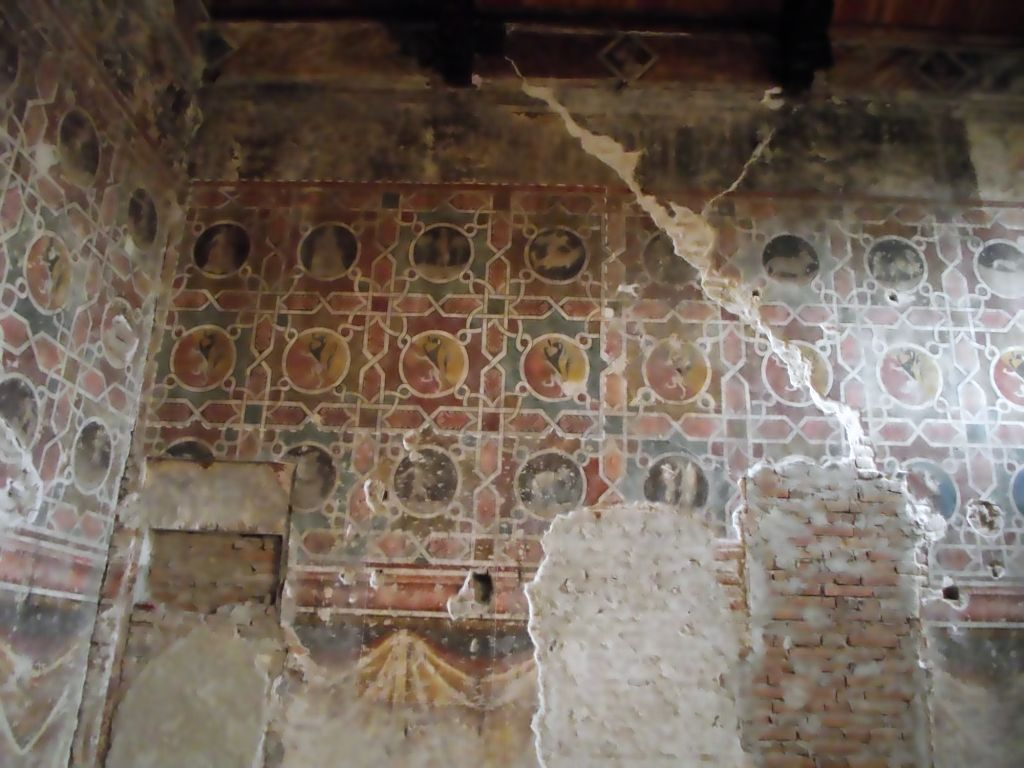
Stefano da Ferrara, Sala degli Stemmi (pareti sud-ovest), 1360-1370, affresco, Casa Minerbi - Del Sale, Ferrara

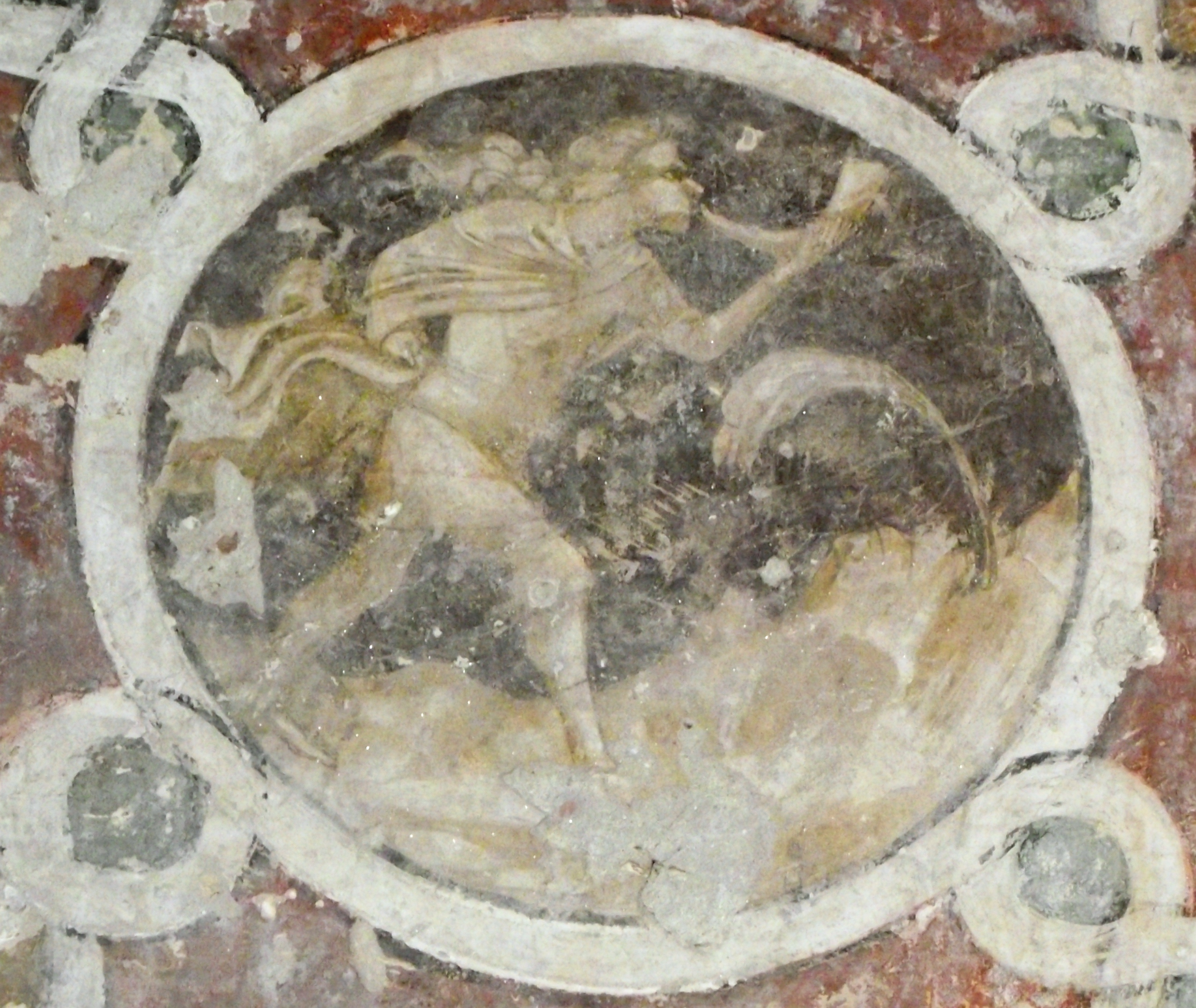
Stefano da Ferrara, Marzo, Sala degli Stemmi, Casa Minerbi - Del Sale, Ferrara

Stefano Di Benedetto, detto Stefano da Ferrara (1349 primi documenti – 1376 ultime notizie), è stato un pittore italiano attivo a Treviso, Padova, Cremona e Ferrara.

## Biografia
Stefano di Benedetto, meglio noto come Stefano da Ferrara, fu un pittore ferrarese, uno spaesato, probabilmente come ebbe a definirlo Roberto Longhi.

### Con Tommaso da Modena a Treviso
Stefano fu attivo a Treviso dove è documentato nel 1349 e nel 1351 a fianco del pittore Tommaso da Modena. In questa città alcuni affreschi sono stati attribuiti alla mano del maestro ferrarese senza però trovare pareri concordi tra i vari studiosi che si sono occupati dei collaboratori della bottega di Tommaso da Modena.

### Stefano da Ferrara, pittore del Trecento padovano
Successivamente lo troviamo a Padova sempre attorno alla metà del Trecento ad affrescare la cappella dell'Arca di Sant'Antonio nell'omonima basilica. Gli affreschi di questo ambiente furono demoliti agli inizi del Cinquecento. Tuttavia sono ricordati attorno al 1446 dal medico padovano Michele Savonarola nel Libellus de magnificus ornamentis Regie Civitas Padue e successivamente da Marcantonio Michiel nelle Notizie d'opere di disegno (1521-43). Stefano da Ferrara è menzionato nell'edizione Giuntina delle Vite del Vasari che gli assegna oltre all'intervento nella cappella dell'Arca la Madonna del Pilastro o degli Orbi affrescata sul primo pilastro a sinistra nella basilica del Santo. La Madonna del Pilastro è un affresco di difficile lettura a causa delle ridipinture e integrazioni subite nel corso dei secoli. I due santi laterali San Giovanni Evangelista e San Giovanni Battista sembrerebbero appartenere ad una decorazione di ambito giottesco precedente e che secondo Boskovits potrebbero essere stati solo aggiornati da Stefano. Gli angeli che reggono e che accompagnano la corona al di sopra della testa della Vergine risalgono a rifacimenti cinquecenteschi. È sulla parte attribuita a Stefano da Ferrara, la Madonna con il braccio il Bambino, che si sono concentrati gli studi prima di Lucco e poi di Boskovits per la definizione dello stile di Stefano da Ferrara. Più problematica appare l'assegnazione al maestro ferrarese di un'altra Madonna con il Bambino e santi affrescata sul pilastro del pulpito della basilica del Santo e una Madonna con Bambino conservata presso la chiesa degli Eremitani sempre a Padova.
Un'ulteriore conferma dell'intensa attività nella Padova carrarese da parte di Stefano da Ferrara è stata resa possibile grazie al ritrovamento di documenti d'archivio relativi a una pala datata 1376 e firmata Hoc opus Stephani de Ferraris raffigurante la Madonna fra i Santi Stefano e Lorenzo collocata nella cappella di San Giovanni Battista della chiesa del monastero Benedettino di Santo Stefano.

### La Madonna della chiesa di Sant'Agostino a Cremona
Nel 1986 un'altra Madonna con Bambino situata su di una piccola parete a sinistra del presbiterio della chiesa di Sant'Agostino a Cremona è stata attribuita da Lucco a Stefano da Ferrara.

### Gli affreschi di Casa Minerbi - Del Sale a Ferrara
A questo pittore trecentesco ferrarese Boskovits ha dedicato un saggio nel 1994 nel quale ricostruisce le sue vicende critiche proponendo un corpus delle sue opere. Nel saggio lo studioso individua per la prima volta un'opera ferrarese di Stefano. Si tratta degli affreschi del salone delle Allegorie delle Virtù e dei Vizi e della sala degli Stemmi di Casa Minerbi - Del Sale che nel 1970 erano stati attribuiti da Ragghianti al Maestro di Casa Minerbi.

## Opere

### Opere a Padova
- Madonna del Pilastro o Madonna degli Orbi, affresco, primo pilastro a sinistra, Basilica di Sant'Antonio da Padova, Padova
- Madonna con il Bambino due santi e donatrice, affresco, pilastro del pulpito, Basilica di Sant'Antonio da Padova, Padova
- Madonna con Bambino, affresco, parete sinistra, chiesa degli Eremitani, Padova

### Opere a Cremona
- Madonna col Bambino e angeli, affresco, parete a sinistra del presbiterio chiesa di Sant'Agostino, Cremona

### Opere a Ferrara
- Allegorie delle Virtù e dei Vizi e Giudizio Particolare, affresco, salone delle Allegorie delle Virtù e dei Vizi, Casa Minerbi - Del Sale, Ferrara
- Scene astrologiche con ciclo dei Mesi, affresco, sala degli Stemmi, Casa Minerbi - Del Sale, Ferrara

### Opere distrutte
- Storie della vita di Sant'Antonio, affresco, cappella dell'Arca di Sant'Antonio, Basilica di Sant'Antonio da Padova, Padova

### Opere perdute
- Madonna fra i Santi Stefano e Lorenzo, pala datata 1376 e firmata «Hoc opus Stephani de Ferraris», cappella di San Giovanni Battista della chiesa demolita del monastero Benedettino di Santo Stefano, Padova

### Fonti
- Atti notaio Giacomo da Lancenigo, in Bampo, I pittori fioriti a Treviso etc. ms. Biblioteca comunale di Treviso per il documento rogato il 6 giugno 1349 e Atti Domenico de Crespan, Imbreviature (7 genn. 1351-28 genn. 1352) Arch. Not., Archivio di Stato di Treviso per il documento rogato il 9 marzo 1351. Entrambi gli atti sono stati pubblicati da Giuseppe Liberali, Schede biografiche di Tomaso da Modena, Stefano da Ferrara, Andrea da Murano, in Arte Veneta rivista di storia dell'arte, XXIV 1970, n. 18 p. 253 e Documento II p. 254.
- Michele Savonarola, Libellus de magnificus ornamentis Regie Civitas Padue, (1445-47 circa), in Rerum Italicorum Scriptores, Città di Castello, 1902, pp. 13–44.
- Marcantonio Michiel, Notizie d'opere di disegno, (1521-43) ed. a cura di D. J. Morelli, Bassano, 1800 p. 5.
- Giorgio Vasari, Le vite de più eccellenti pittori, scultori e architettori, Firenze, Giunti, 1568, ed. a cura di Gaetano Milanesi, III, Firenze, 1906, pp. 407, 638.

### Letteratura critica
- Roberto Longhi, Officina ferrarese 1934. Seguita dagli ampliamenti 1940 e dai nuovi ampliamenti 1940-1955, Firenze, Sansoni. 1956, p. 7.
- Mariangela Novelli, Opere Venete in Emilia, in Arte Veneta, XIII-XIV, 1959-1960, pp. 192–194 note 1-5.
- Giulio Bresciani Alvarez, Stefano da Ferrara, pittore del Trecento padovano, in Atti e Memorie dell'Accademia Patavina di Scienze Lettere ed Arti, Volume LXXV - Parte III, Padova, 1962-1963, pp. 309–326.
- Mauro Lucco, Il Quattrocento, in C. Semenzato (a cura di), Le pitture del Santo di Padova, Vicenza, Neri Pozza, 1984, p. 132.
- Mauro Lucco, Stefano da Ferrara scheda biografica, in Enrico Castelnuovo (a cura di), La pittura in Italia. Il Duecento e il Trecento, Milano, Electa, 1986, pp. 661–662.
- Miklós Boskovits, Per Stefano da Ferrara, pittore trecentesco. in  AA.VV., Hommage a Michel Laclotte: etudes sur la peinture du Moyen Age et de la Renaissance, Milano, Electa - Paris - Réunion des Musées Nationaux, 1994,  pp. 56-67, ISBN 2711831167.